# Tribute to Andrzej Zaucha. Obecny
Tribute to Andrzej Zaucha. Obecny – album (typu: książka z płytą CD) Kuby Badacha z nagraniami i poświęcony pamięci Andrzeja Zauchy, wydany w 2009 roku przez Agencję Artystyczną Big Bem oraz Agorę SA. Materiał na płytę nagrano, zmiksowano i zmasteringowano w Studio Splendor & Sława w Poznaniu. Numer katalogowy: J0413-RPK.
24 listopada 2021 album uzyskał certyfikat platynowej płyty za sprzedaż ponad 30 000 egzemplarzy.

## Lista utworów
1. „Co jest modne” – 00:53
2. „Dzień dobry, Mr Blues” – 02:56
3. „Masz przewrócone w głowie” – 03:27
4. „Leniwy Diabeł” – 03:55
5. „Zakochani staruszkowie” – 03:54
6. „C’est la vie” – 04:04
7. „Wymyśliłem ciebie” – 04:42
8. „Bądź moim natchnieniem” – 03:45
9. „Jak na lotni” – 05:33
10. „Byłaś serca biciem” – 05:07
11. „Bezsenność we dwoje” – 05:19
12. „Wieczór nad rzeką zdarzeń” – 05:08
13. „Myśmy byli sobie pisani” – 04:03
14. „Siódmy rok” – 04:19

## Twórcy
- Kuba Badach
- Jacek Piskorz
- Robert Luty
- Przemysław Maciołek
- Michał Barański
- Henryk Miśkiewicz
- Robert Majewski
- Jacek Namysłowski
- Marek Podkowa
- Sebastian Sołdrzyński
- Maciej Kociński
- Marcin „Mały” Górny
- Jarosław Bem
- Royal String Quartet
- Michał Pietrzak